# Monzón de Campos
Monzón de Campos è un comune spagnolo di 727 abitanti situato nella comunità autonoma di Castiglia e León.